# Lista odcinków serialu Egzorcysta
Lista odcinków serialu telewizyjnego Egzorcysta – emitowanego przez amerykańską stację telewizyjną FOX od 23 września 2016 roku do 15 grudnia 2017 roku. Powstały dwie serię, które łącznie składają się z 20 odcinków. W Polsce był emitowany od 19 czerwca 2017 roku do 12 lutego 2018 roku przez Fox Polska.
| Sezon | Odcinki | Oryginalna emisja w FOX | Oryginalna emisja w FOX | Oryginalna emisja w Fox Polska | Oryginalna emisja w Fox Polska | Oryginalna emisja w Fox Polska |
| Sezon | Odcinki | Premiera sezonu         | Finał sezonu            | Premiera sezonu                | Finał sezonu                   |                                |
| ----- | ------- | ----------------------- | ----------------------- | ------------------------------ | ------------------------------ | ------------------------------ |
| 1     | 10      | 23 września 2016        | 16 grudnia 2016         | 19 czerwca 2017                | 21 sierpnia 2017               |                                |
| 2     | 10      | 29 września 2017        | 15 grudnia 2017         | 18 grudnia 2017                | 12 lutego 2018                 |                                |

## Sezon 1 (2016)
| Nr | #  | Tytuł | Reżyseria      | Scenariusz                      | Premiera w FOX       | Premiera w Fox Polska |
| -- | -- | --- | -------------- | ------------------------------- | -------------------- | --------------------- |
| 1  | 1  | 'Rozdział pierwszy: A wołanie moje niech do Ciebie przyjdzie' Chapter One: And Let My Cry Come Unto Thee | Rupert Wyatt   | Jeremy Slater                   | 23 września 2016     | 19 czerwca 2017       |
| 2  | 2  | 'Rozdział drugi: O wilku mowa' Chapter Two: Lupus in Fabula                                              | Michael Nankin | Heather Bellson                 | 30 września 2016     | 26 czerwca 2017       |
| 3  | 3  | 'Rozdział trzeci: Wpuść ich' Chapter Three: Let Em In                                                    | Michael Nankin | Dre Ryan                        | 7 października 2016  | 3 lipca 2017          |
| 4  | 4  | 'Rozdział czwarty: Ruchome święto' Chapter Four: The Moveable Feast                                      | Craig Zisk     | Adam Stein                      | 14 października 2016 | 10 lipca 2017         |
| 5  | 5  | 'Rozdział piąty: Moja bardzo wielka wina' Chapter Five: Through My Most Grievous Fault                   | Jason Ensler   | David Grimm                     | 21 października 2016 | 17 lipca 2017         |
| 6  | 6  | 'Rozdział szósty: Gwiazda Poranna' Chapter Six: Star of the Morning                                      | Jennifer Phang | Laura Marks                     | 4 listopada 2016     | 24 lipca 2017         |
| 7  | 7  | 'Rozdział siódmy: Ojciec kłamstwa' Chapter Seven: Father of Lies                                         | Tinge Krishnan | Charise Castro Smith            | 11 listopada 2016    | 31 lipca 2017         |
| 8  | 8  | 'Rozdział ósmy: W otchłani rozpaczy' Chapter Eight: The Griefbearers                                     | Louis Milito   | Marcus Gardley                  | 18 listopada 2016    | 7 sierpnia 2017       |
| 9  | 9  | 'Rozdział dziewiąty: 162' Chapter Nine: 162                                                              | Bill Johnson   | Franklin Jin Rho, Jeremy Slater | 9 grudnia 2016       | 14 sierpnia 2017      |
| 10 | 10 | 'Rozdział dziesiąty: Trzy pokoje' Chapter Ten: Three Rooms                                               | Jason Ensler   | Jeremy Slater                   | 16 grudnia 2016      | 21 sierpnia 2017      |

## Sezon 2 (2017-2018)
| Nr | #  | Tytuł                                                         | Reżyseria                 | Scenariusz                   | Premiera FOX         | Premiera w Fox Polska |
| -- | -- | ------------------------------------------------------------- | ------------------------- | ---------------------------- | -------------------- | --------------------- |
| 11 | 1  | ' Janus ' Janus                                               | Jason Ensler              | Heather Bellson              | 29 września 2017     | 18 grudnia 2017       |
| 12 | 2  | 'Bezpieczni jak domy' Safe as Houses                          | Deran Sarafian            | Adam Stein                   | 6 października 2017  | 18 grudnia 2017       |
| 13 | 3  | 'Nieczysta' Unclean                                           | So Yong Kim               | Rebecca Kirsch               | 13 października 2017 | 25 grudnia 2017       |
| 14 | 4  | ' Jedna to smutek' One for Sorrow                             | So Yong Kim               | Rebecca Kirsch               | 20 października 2017 | 1 stycznia 2018       |
| 15 | 5  | 'Nasz los w rękach jego' There but for the Grace of God, Go I | Alex Garcia Lopez         | Alyssa Clark                 | 3 listopada 2017     | 8 stycznia 2018       |
| 16 | 6  | 'Najdroższa Nikki' Darling Nikki                              | Jason Ensler              | Franklin Jin Rho, Adam Stein | 10 listopada 2017    | 15 stycznia 2018      |
| 17 | 7  | 'Pomóż mi' Help Me                                            | Steven A. Adelson         | David Grimm                  | 17 listopada 2017    | 22 stycznia 2018      |
| 18 | 8  | 'Niebo piekła' A Heaven of Hell                               | Meera Menon               | Heather Bellson, M. Willis   | 1 grudnia 2017       | 29 stycznia 2018      |
| 19 | 9  | Rytuał i powtórzenie Ritual & Repetition                      | Elizabeth Allen Rosenbaum | Sean Crouch                  | 8 grudnia 2017       | 5 lutego 2018         |
| 20 | 10 | Niewarci Unworthy                                             | Jason Ensler              | Jeremy Slater                | 15 grudnia 2017      | 12 lutego 2018        |